# ハートランドウイルス
ハートランドバンダウイルス（Heartland bandavirus）、 ハートランドウイルス （Heartland virus、 HRTV ）は、2009年に発見されたブニヤウイルス目フェヌイウイルス科バンダウイルス属に属するウイルス。同属のSFTSウイルスに近い新規のダニ媒介性ウイルスである。 
SFTSウイルスと同様にマダニを介して感染する人獣共通感染症で、感染リスクや病原体などの詳細な研究が必要とされている。
SFTSウイルス同様重篤な疾患を引き起こす。

## 歴史
当初はバンジャウイルスに血清交差するダニ媒介性フレボウイルスとして2009年に発見された。2019年にRNA依存性RNAポリメラーゼのアミノ酸配列の相同性に基づき国際ウイルス分類委員会 によりバンダウイルス属の1種としてハートランドバンダウイルスと学名がつけられた。